# Distichopora irregularis
Distichopora irregularis is een hydroïdpoliep uit de familie Stylasteridae. De poliep komt uit het geslacht Distichopora. Distichopora irregularis werd in 1879 voor het eerst wetenschappelijk beschreven door Moseley. 